# Jake McDorman
Jake McDorman est un acteur américain né le 8 juillet 1986 à Dallas (Texas).

## Biographie
Jake McDorman (né John Allen McDorman IV) est né le 8 juillet 1986 à Dallas, au Texas. Ses parents sont John Allen McDorman III et Déborah Gale. Il a une petite sœur, Morgan et une demi-sœur plus âgée, Amanda.
Il commence les cours de comédie au Dallas Young Actors Studio.

## Carrière
Il débute en 2003 dans Run of the House, puis il apparaît sur la Fox dans la sitcom Les Quintuplés entre 2004 et 2005 avant d'enchaîner des apparitions dans des épisodes de Dr House, Les Experts : Miami ou encore Cold Case.
En 2005, il débute au cinéma avec le rôle de Dave dans le film indépendant Echoes of Innocence, inédit en France. Malgré son mauvais score au box-office et sa sortie très confidentielle, le film est très bien accueilli par la critique américaine et reçoit plusieurs prix (la plupart du temps, celui du meilleur film) lors de festivals aux États-Unis. Il enchaîne ensuite avec les films Aquamarine ou American Girls 3 en 2006.
En 2007, il obtient un petit rôle dans Die Hard 4 : Retour en enfer aux côtés de Bruce Willis et il décroche un rôle important à la télévision dans la série comique Greek, traitant des fraternités et des sororités étudiantes dans le milieu universitaire américain, où il joue le rôle d'Evan Chambers. Il est dans la série jusqu’à son arrêt en 2011, après quatre saisons.
Par la suite, il tient l'un des rôles principaux dans la série Are You There, Chelsea? en 2012. On le voit également dans un épisode de la série à succès The Newsroom. Puis il tient un rôle récurrent dans la saison 3 de la série tragi-comique encensé par la critique Shameless, avant de devenir l'un des personnages principaux dans la saison 4.
En 2014, il a le rôle de Peter dans la série Manhattan Love Story, annulée au bout de la saison 1 à cause du manque d’audience. Cette année-là, il joue également Ryan Job dans American Sniper de Clint Eastwood, nommé à l'Oscar du meilleur film.
L'année suivante, il obtient le premier rôle de la série Limitless, où il incarne Brian Finch, agent du FBI sous NZT. Cette série est la suite du film du même nom, sorti en 2011 avec Bradley Cooper.
En 2019, il tourne à la télévision dans le séries What We Do in the Shadows et Watchmen. L'année d'après, il interprète l'astronaute Alan Shepard, dans la série L'Étoffe des héros, parue sur Disney Plus. Au cinéma, il tourne dans Ma belle-famille, Noël et moi réalisé par Clea DuVall
En 2021, il est présent dans la mini-série Dopesick, diffusé sur Hulu.

## Filmographie

### Cinéma

#### Longs métrages
- 2005 : Echoes of Innocence (en) de Nathan Todd Sims : Dave
- 2006 : American Girls 3 de Steve Rash : Brad
- 2006 : Aquamarine d'Elizabeth Allen : Raymond
- 2007 : Die Hard 4 de Len Wiseman : Jim
- 2014 : American Sniper de Clint Eastwood : Ryan Job
- 2015 : See You in Valhalla (en) de Jarret Tarnol : Magnus Burwood
- 2015 : Always Watching: A Marble Hornets Story de James Moran : Charlie MacNeel
- 2016 : Me Him Her (en) de Max Landis : Griffin
- 2017 : Lady Bird de Greta Gerwig : Mr Bruno
- 2018 : Ideal Home d'Andrew Fleming : Beau
- 2018 : Unlovable (en) de Suzi Yoonessi (en) : Jesse
- 2018 : The Escape of Prisoner 614 (en) de Zach Golden : Thurman Hayford
- 2020 : Ma belle-famille, Noël et moi  (Happiest Season) de Clea DuVall : Connor

#### Courts métrages
- 2008 : Moment de James Fair : l'homme
- 2010 : See You on the Other Side de Nicole Warner : James

### Télévision

#### Séries télévisées
- 2003 : Run of the House : Scott Banks
- 2004 : Les Quintuplés (Quintuplets) : Parker Chase
- 2005 : Dr House : Dan
- 2006 : Les Experts : Miami (CSI : Miami) : Carl Thornton
- 2007 : Cold Case : Affaires classées (Cold Case) : Tanner
- 2007 - 2011 : Greek : Evan Chambers
- 2011 : Memphis Beat : Shane Vereen
- 2012 : Are You There, Chelsea? : Rick
- 2012 : The Newsroom : Tate Brady
- 2013 - 2014 : Shameless : Mike Pratt
- 2014 : Manhattan Love Story : Peter Cooper
- 2015 - 2016 : Limitless : Brian Finch
- 2018 : Murphy Brown : Avery Brown
- 2019 : What We Do in the Shadows : Jeff Suckley
- 2019 : Watchmen : Nelson Gardner / Capitaine Metropolis
- 2020 : L'Étoffe des héros (The Right Stuff) : Alan Shepard
- 2021 : Dopesick : John Brownnlee
- 2023 : Class of '09 : l'agent Murphy
- 2023 : Mme Davis: Wiley

#### Téléfilm
- 2011 : Le Fiancé aux deux visages (The Craigslist Killer) de Stephen Kay : Philip Markoff